# Округ Френклин (Вермонт)
Френклин (енгл. Franklin County) је округ у америчкој савезној држави Вермонт.

## Демографија
По попису из 2010. године број становника је 47.746, што је 2.329 (5,1%) становника више него 2000. године.
| Група             | 2000.          | 2010.          |
| Белци             | 43.434 (95,6%) | 45.290 (94,9%) |
| Афроамериканци    | 138 (0,3%)     | 213 (0,4%)     |
| Азијати           | 118 (0,3%)     | 231 (0,5%)     |
| Хиспаноамериканци | 270 (0,6%)     | 571 (1,2%)     |
| Укупно            | 45.417         | 47.746         |